# ماكسيميليان ليتشنر
ماكسيميليان ليتشنر (بالألمانية: Maximilian Lechner)‏ هو لاعب بلياردو أمريكي ‏ نمساوي، ولد في 27 مايو 1990.